# Krzewiny (Owczary)
Krzewiny – część wsi Owczary, położona w  województwie świętokrzyskim, w powiecie buskim, w gminie Busko-Zdrój.
W latach 1975–1998 Krzewiny administracyjnie należały do województwa kieleckiego.